# Swecon Anläggningsmaskiner
Swecon Anläggningsmaskiner AB är en återförsäljare av Volvo anläggningsmaskiner och Volvo Penta Industri, ägd av Lantmännen. Swecon bildades 1999 när ett tiotal återförsäljare ägda av Lantmännen gick samman. Huvudkontoret ligger i Eskilstuna.
Swecon har cirka 650 anställda och 34 serviceplatser i landet. De har ett komplett sortiment av anläggningsmaskiner, utrustning, reservdelar, service, support, och finansiering. Swecon Anläggningsmaskiner AB hade 2022 en omsättning på ca 4,5 miljarder svenska kronor. 
Förutom rikstäckande verksamhet i Sverige finns Sweconkoncernen även representerad i de baltiska länderna samt delar av Tyskland. Swecongruppen omsatte 8,6 miljarder kr (2022), och har cirka 1 350 anställda. 